# بروس کنیهلم
بروس روبلت کنیهلم (به انگلیسی: Bruce Robellet Kuniholm) استاد سیاست کلی و تاریخ مدرسه استنفورد دانشگاه دوک است. علاقه‌مندی او بیشتر در زمینه سیاست خارجی ایالات متحده در خاورنزدیک و خاورمیانه است.

## سابقه علمی
مدارک کنیهلم به ترتیب عبارتند از:
- ۱۹۶۲، زبان فرانسوی، دانشگاه دیجون فرانسه
- ۱۹۶۴، زبان انگلیسی، کالج دارتموث
- ۱۹۷۲، تاریخ از دانشگاه دوک
- ۱۹۷۶، علوم سیاسی از دانشگاه دوک
- ۱۹۷۶، دکترای تاریخ از دانشگاه دوک.

کنیهلم قبل از آمدن به دانشگاه دوک، در مرکز جاسوسی و تحقیقات کار می‌کرد و یکی از کارکنان وزارت امور خارجه ایالات متحده آمریکا بود. همچنین او یکی از کهنه‌سرباز تفنگ‌داران ایالات متحده آمریکا در ویتنام بود.

## آثار منتخب
- The Origins of the Cold War in the Near East: Great Power Conflict and Diplomacy in Iran, Turkey, and Greece (Princeton University Press, 1980)

کتاب مذکور (فوق) برنده جایزه انجمن مورخین روابط امور خارجه ایالات متحده شده‌است. او همچنین تعدادی مقاله با موضوع روابط بین‌الملل نوشته‌است.